# آبراهام والد
آبراهام والد (مجاری: Wald Ábrahám; ۳۱ اکتبر ۱۹۰۲ – ۱۳ دسامبر ۱۹۵۰) ریاضی‌دان مجار بود که در زمینه آنالیز تابعی و آمار فعالیت داشت.
او که تحصیلات خود را در اتریش نزد کارل مِنگِر به پایان رسانده بود در ۱۹۳۸ به ایالات متحده مهاجرت کرد و پس از چندی به دپارتمان ریاضیات کاربردی ارتش پیوست.